# The Hitcher (película de 1986)
The Hitcher (titulada Carretera al infierno en México y España y Asesino de la carretera en Hispanoamérica) es una película de terror y thriller, dirigida por Robert Harmon y escrita por Eric Red. Entre los actores principales destacan Rutger Hauer, C. Thomas Howell y Jennifer Jason Leigh. La banda sonora fue compuesta por Mark Isham. 
Además de las escenas rodadas en estudio, la película incluye escenas en Amboy, Barstow, el parque nacional del Valle de la Muerte, Condado de Imperial (todas estas localizaciones en California) y en la presa Hoover de Nevada.
Se realizó una secuela en 2003, The Hitcher II: I've Been Waiting, con C. Thomas Howell interpretando de nuevo a Jim Halsey. Un remake fue filmado y estrenado el 19 de enero de 2007, dirigido por Dave Meyers.

## Reparto
| Actor                | Personaje                |
| -------------------- | ------------------------ |
| Rutger Hauer         | John Ryder               |
| C. Thomas Howell     | Jim Halsey               |
| Jennifer Jason Leigh | Nash                     |
| Jeffrey DeMunn       | Cap. Esteridge           |
| John M. Jackson      | Sgto. Starr              |
| Billy Green Bush     | Oficial Donner           |
| Jack Thibeau         | Oficial Prestone         |
| Armin Shimerman      | Sgto. del interrogatorio |
| Gene Davis           | Oficial Dodge            |
| Jon Van Ness         | Oficial Hapscomb         |
| Henry Darrow         | Oficial Hancock          |
| Tony Epper           | Oficial Conners          |